# ギヨーム・レミー
ギヨーム・レミー（Guillaume Rémy 1856年 - 1923年）は、ベルギーのヴァイオリニスト、教育者。

## 生涯
レミーはウグレ（現在のセラン）に生まれた。リエージュ王立音楽院ではデジレ・ヘインベルク（Désiré Heynberg、1831年–1897年）の下でヴァイオリンの研鑽に励み、その後パリ音楽院でランベール・マサールに師事した。
レミーは室内楽演奏、中でもとりわけピアノのアンドレ・メサジェ、チェロのジュール・デルサールとのピアノ・トリオで知られる。彼らは1882年にエルネスト・ショーソンのピアノ三重奏曲 ト短調を初演しており、レミーは同じ年に室内アンサンブルLa Trompetteの一員としてベドルジハ・スメタナの弦楽四重奏曲第1番 『わが生涯より』のフランス初演にも加わった。さらに1887年にはルイ・ファン＝ヴェフェルジュムのヴィオラ、デルサールのチェロ及び作曲者自身のピアノでガブリエル・フォーレのピアノ四重奏曲第2番を初演している。レミーはナントに没した。
レミーは教育者として大きな功績を遺しており、彼のパリ音楽院での教え子にはダニエル・ギレ、ジョゼフ・カルヴェ、ソフィー＝カルメン・エックハルト＝グラマッテらがいる。